# クリス・ラーセン
クリス・ラーセン（Chris Larsen、1960年生まれ）は、アメリカ合衆国の実業家、エンジェル投資家であり、シリコンバレーの複数のテクノロジースタートアップの共同創業者として知られる。特に、ブロックチェーン技術を活用した国際送金ネットワークを提供するリップル社の共同創業者およびエグゼクティブ・チェアマンとして著名である。

## 経歴

### 生い立ち
ラーセンは1960年、カリフォルニア州サンフランシスコで生まれた。母親はフリーランスのイラストレーター、父親はユナイテッド航空の航空機整備士として働いていた。1984年にサンフランシスコ州立大学で国際ビジネスと会計の学士号を取得し、卒業後はChevron社でブラジル、エクアドル、インドネシアにおいて財務監査の業務に従事した。その後、1991年にスタンフォード大学経営大学院でMBAを取得した。

### E-Loanの創業
1996年、ラーセンは同僚のジャニーナ・パウロウスキーと共に、オンライン住宅ローン会社「E-Loan」を設立した。E-Loanは、消費者が仲介業者を介さずに直接ローンを検索・申請できるプラットフォームを提供し、業界に革新をもたらした。また、同社は消費者に無料でFICOクレジットスコアを提供する最初の企業となった。2000年には、E-Loanの市場価値は約10億ドルと評価された。ラーセンは2005年にCEOを退任し、同年、E-Loanはバンコ・ポピュラーに3億ドル売却された。

### Prosper Marketplaceの創業
2005年、ラーセンはジョン・ウィチェルと共に、ピア・ツー・ピア型の貸付プラットフォーム「Prosper Marketplace」を設立し、CEOに就任した。同社は、借り手と貸し手がオンライン上で直接取引できるオークション形式のローンマーケットプレイスを提供した。しかし、2008年には米国証券取引委員会（SEC）からの規制上の課題に直面し、ビジネスモデルを固定金利制に変更した。ラーセンは2012年にCEOを退任し、会長職に留まった。

### Ripple Labsの創業
2012年9月、ラーセンはOpenCoin社（後のRipple Labs, Inc.）を共同設立し、ライアン・フッガーによって考案された「Ripple」と呼ばれる分散型の決済プロトコルを応用するクロスボーダー決済ネットーワークの構築を開始した。このプロトコルは、異なる通貨間での即時かつ直接的な資金移動を可能にし、従来の銀行間送金の手数料や遅延を回避することを目的としている。Rippleは、独自のデジタル通貨XRPを活用し、金融機関間の迅速な送金を実現している。ラーセンは2016年にCEOを退任し、現在はエグゼクティブ・チェアマンとして同社の戦略的指導を続けている。

### RippleWorksの設立
2015年、ラーセンはスタンフォード大学経営大学院の講師であり起業家のダグ・ゲイレンと共に、非営利団体「RippleWorks Foundation」を共同設立した。RippleWorksは、ラーセンから70億XRPの寄付を受けて設立された。この団体は、世界中の社会的課題に取り組む高成長の社会的ベンチャー企業を支援することを目的としている。RippleWorksは、起業家精神とイノベーションの力を活用し、社会的影響力のあるプロジェクトに対して実践的な支援を提供している。設立当初から、RippleWorksは企業のスケーリング支援、専門家とのマッチング、資金提供など、多岐にわたるプログラムを展開している。

## 社会活動と慈善事業

### 教育支援と寄付
ラーセンは母校であるサンフランシスコ州立大学に対し、ビジネススクールへの2,500万ドルの寄付を行い、教育支援を積極的に行っている。この寄付は、大学のビジネススクールの名称を「Lam Family College of Business」に変更するきっかけとなった。また、同大学において複数の奨学金プログラムや研究支援も行っている。

### 気候変動対策
ラーセンは、気候変動対策にも注力しており、Larsen Lam Climate Change Foundationを通じて、再生可能エネルギーや環境保護プロジェクトへの支援を行っている。

### 地域社会への貢献
2020年4月、ラーセンはRipple社と共同で総額600万ドルをサンフランシスコの5つのフードバンクに寄付し、新型コロナウイルス感染症（COVID-19）の救済活動を支援した。
ラーセンは、非営利団体「San Francisco Police Community Foundation」を通じてサンフランシスコ市警察に100万ドルの寄付を行い、地域社会の安全向上にも貢献している。この寄付は、警察と地域社会の関係強化を目的としたプログラムの支援に充てられている。

### 政治的関与
ラーセンは、政治的にも積極的に関与しており、2024年にはカマラ・ハリス副大統領の大統領選挙キャンペーンを支援するため、スーパーパック「Future Forward」に対して100万ドル相当のXRPを寄付した。また、これまでにハリス氏のキャンペーンや関連団体に対して総額約1,900万ドルを寄付している。

### 資産と評価
2018年1月、フォーブス誌はラーセンの資産を590億ドルと推定し、一時的に世界で5番目に裕福な人物として報道された。